# Новосафронівська сільська рада
Новосафроні́вська сільська́ ра́да — колишній орган місцевого самоврядування в Новоодеському районі Миколаївської області. Адміністративний центр — село Новосафронівка.

## Загальні відомості
- Населення ради: 816 осіб (станом на 2001 рік)

## Населені пункти
Сільській раді підпорядковані населені пункти:
- с. Новосафронівка
- с. Зарічне
- с. Кам'янка

## Склад ради
Рада складається з 14 депутатів та голови.
- Голова ради: Майдебура Дмитро Олексійович
- Секретар ради: Брагінець Ірина Анатоліївна

### Керівний склад попередніх скликань
| Прізвище, ім'я, по батькові  | Основні відомості                                                         | Дата обрання | Дата звільнення |
| ---------------------------- | ------------------------------------------------------------------------- | ------------ | --------------- |
| Майдебура Дмитро Олексійович | Сільський голова, 1957 року народження, освіта вища, член Народної партії | 26.03.2006   | 31.10.2010      |
| Майдебура Дмитро Олексійович | Сільський голова, 1957 року народження, освіта вища, член Партії регіонів | 31.10.2010   |                 |

Примітка: таблиця складена за даними сайту Верховної Ради України

## Населення
Згідно з переписом УРСР 1989 року чисельність наявного населення сільської ради становила 688 осіб, з яких 317 чоловіків та 371 жінка.
За переписом населення України 2001 року в сільській раді мешкало 815 осіб.

### Мова
Розподіл населення за рідною мовою за даними перепису 2001 року:
| Мова       | Відсоток |
| ---------- | -------- |
| українська | 88,48 %  |
| російська  | 8,70 %   |
| молдовська | 2,08 %   |
| інші       | 0,74 %   |